# Poenulus

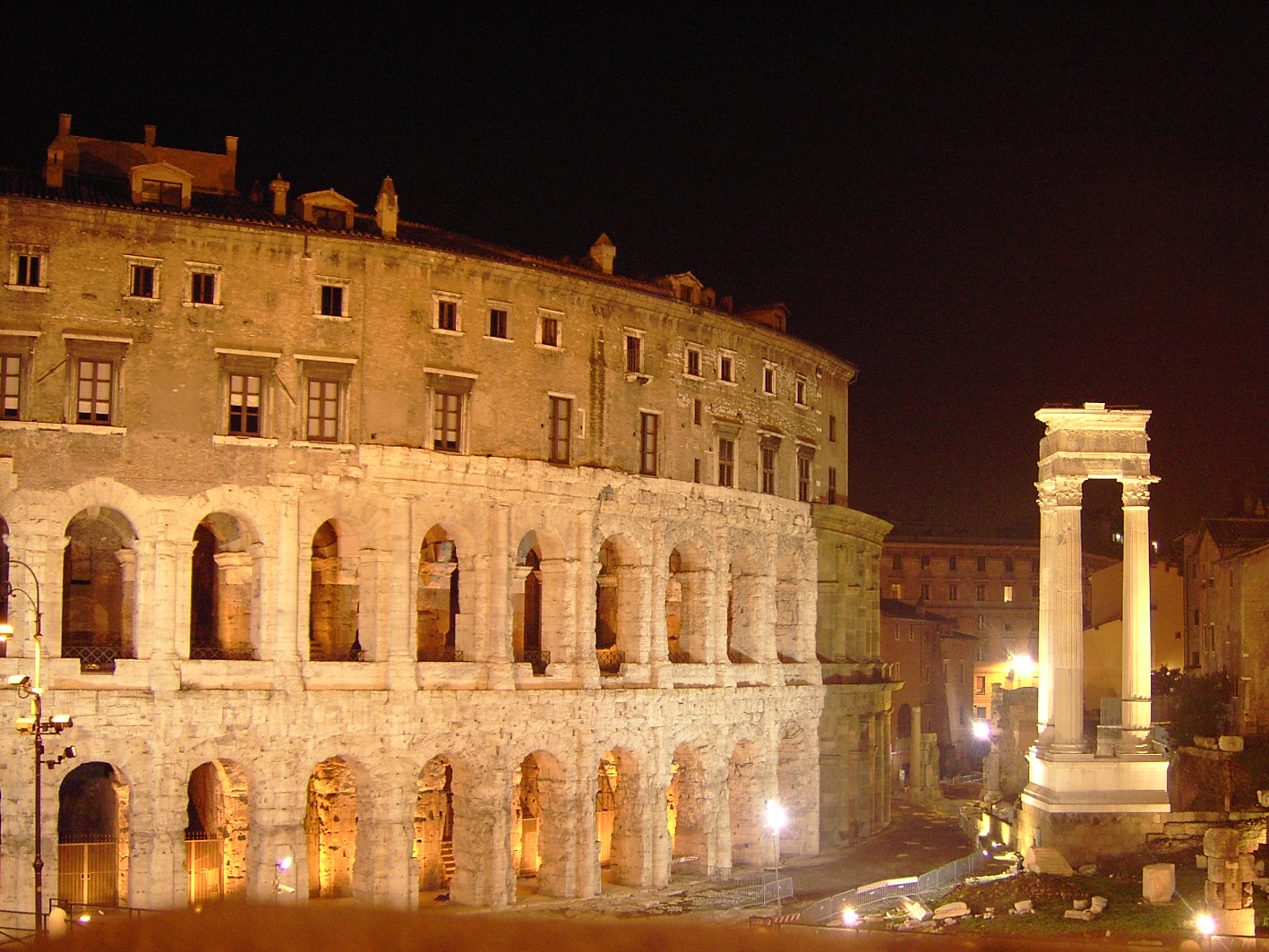
Teatre de Marcellus a Roma

Poenulus, també coneguda com El cartaginès, és una comèdia escrita per Plaute. L'obra és notable per contenir en el cinquè acte text en idioma púnic (cartaginès), llengua materna d'Hanno, un dels personatges.

## Argument
Agorastocles està enamorat d'Adelphasium, l'esclava de l'alcavot Lycus. Com Agorastocles, ella i la seva germana Anterastilus van ser segrestades de Cartago quan eren petites i venudes com a esclaves. Agorastocles no va ser comprat per ser un esclau, sinó per ser adoptat com a fill, mentre que les noies havien estat comprades per convertir-les en prostitutes.
Milphio, l'esclau d'Agorastocles, intenta ajudar el seu amo a aconseguir Adelphasium. El seu pla és enganyar Lykus i fer-lo caure en les xarxes de la justícia. Per fi, Hanno arriba de Cartago i es descobreix que és pare de les dues noies i parent d'Agorastocles. L'alcavot al final és burlat, i la història es conclou amb el retrobament de la família. Hanno dona a Agorastocles la seva benedicció perquè es casi amb la seva filla.

## Traduccions al català
Marçal Olivar. El cartaginès. Barcelona, Fundació Bernat Metge, 1934 (traducció en prosa)